# Presidenti della Provincia del Verbano-Cusio-Ossola
Questo elenco riporta i presidenti della Provincia del Verbano-Cusio-Ossola.

## Presidenti della Provincia

### Eletti direttamente dai cittadini (1995-2014)
Coalizioni:

  Giunte di centro-sinistra
  Giunte di centro-destra
| Nº | Ritratto | Ritratto | Nome             | Mandato        | Mandato         | Partito                                     | Coalizione                              | Elezione |
| Nº | Ritratto | Ritratto | Nome             | Inizio         | Fine            | Partito                                     | Coalizione                              | Elezione |
| -- | -------- | -------- | ---------------- | -------------- | --------------- | ------------------------------------------- | --------------------------------------- | -------- |
| 1  |          |          | Giuseppe Ravasio | 8 maggio 1995  | 31 gennaio 1999 | Indipendente di centro-sinistra             | L'Ulivo (PDS-PPI-Patto dei Democratici) | 1995     |
| 2  |          |          | Ivan Guarducci   | 28 giugno 1999 | 28 giugno 2004  | Forza Italia                                | Polo per le Libertà (FI-AN-CCD-CDU)     | 1999     |
| 3  |          |          | Paolo Ravaioli   | 28 giugno 2004 | 8 giugno 2009   | Democratici di Sinistra Partito Democratico | DS-DL-PRC-FdV                           | 2004     |
| 4  |          |          | Massimo Nobili   | 8 giugno 2009  | 13 ottobre 2014 | Il Popolo della Libertà                     | PdL-LN-Civiche                          | 2009     |

### Eletti dai sindaci e consiglieri della provincia (dal 2014)
| Nº | Nº | Ritratto | Nome            | Mandato          | Mandato          | Partito                       | Carica |
| Nº | Nº | Ritratto | Nome            | Inizio           | Fine             | Partito                       | Carica |
| -- | -- | -------- | --------------- | ---------------- | ---------------- | ----------------------------- | ------ |
| 5  |    |          | Stefano Costa   | 13 ottobre 2014  | 31 ottobre 2018  | Partito Democratico           | 2014   |
| 6  |    |          | Arturo Lincio   | 31 ottobre 2018  | 22 dicembre 2021 | Indipendente di centro-destra | 2018   |
| 7  |    |          | Alessandro Lana | 22 dicembre 2021 | in carica        | Indipendente di centro-destra | 2021   |